# Tauroscopa gorgopis
Tauroscopa gorgopis là một loài bướm đêm trong họ Crambidae.